# Air Madagascar
Air Madagascar — национальная мадагаскарская авиакомпания, основанная в 1947 году. Базируется в аэропорту Ивато, Антананариву. Выполняет, как внутренние рейсы, так и рейсы в Европу и Азию.

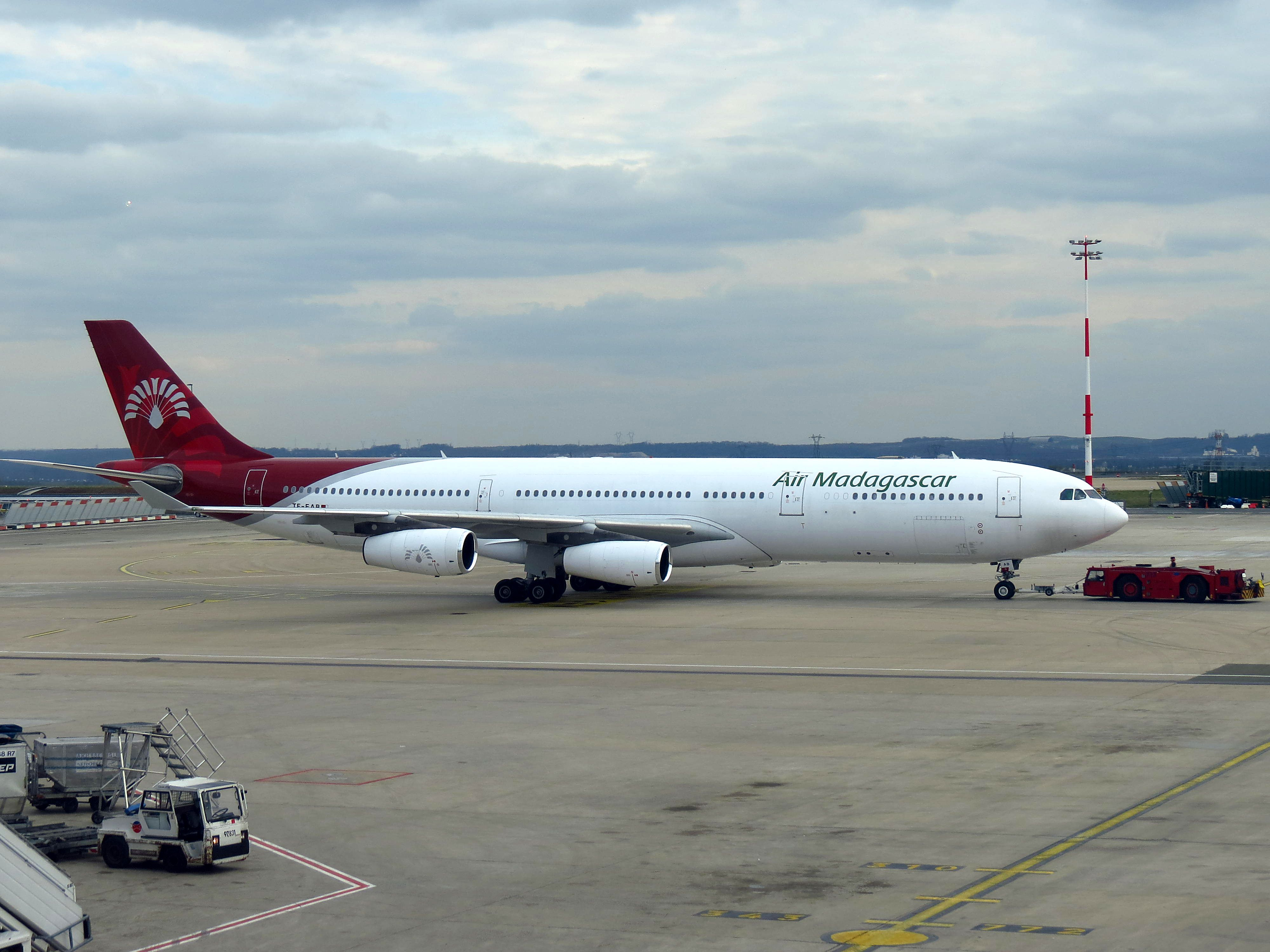
Airbus A340 авиакомпании Air Madagascar в 2015 году

## История
В марте 1947 года была основана авиакомпания Air Madagascar.
После того, как в 1960 году Мадагаскар получил независимость от Франции, в апреле 1961 года авиакомпания смениила название на Madair, но уже в октябре 1962 года вернулась к старому названию. 

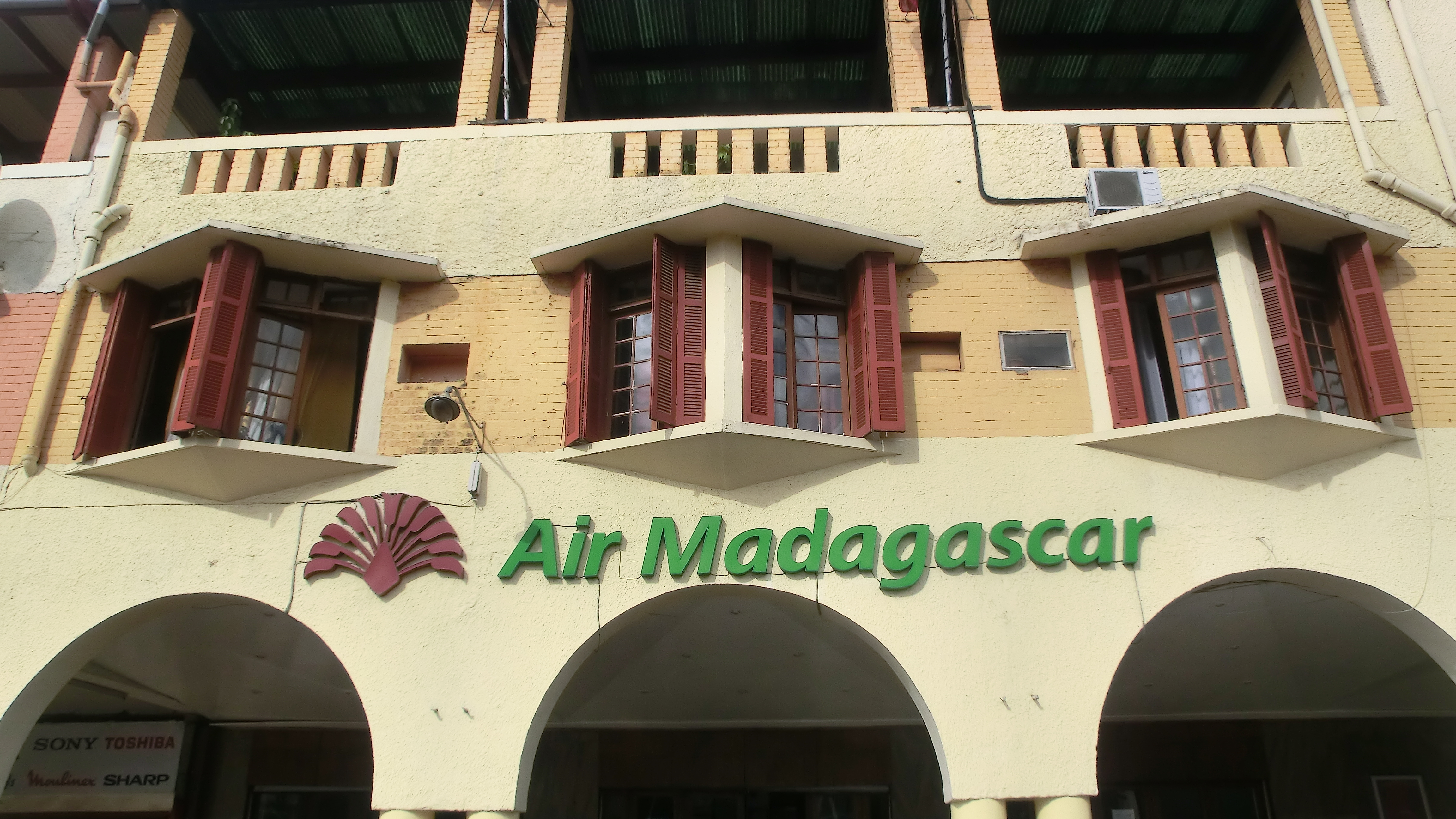
Офис авиакомпании в Антананариву

В 1996 году авиакомпания начала полёты на самолётах ATR.
В феврале 2015 года Air Seychelles подписала кодшеринговое соглашение с Air Madagascar.
В том же 2015 году Air Madagascar подписала контракт на покупку трех ATR 72-600 у производителя.
В конце 2017 года Air Austral приобрела 49% авиакомпании Air Madagascar, с целью восстановления и развития национальной авиакомпании Мадагаскара.
В октябре 2019 года авиакомпания планировала заказать три самолёта Airbus A220.

## Флот
Флот авиакомпании в разное время включал в себя такие типы воздушных судов: ATR 42, ATR 72, Boeing 737, Airbus A340, Boeing 767 и другие.

### Галерея

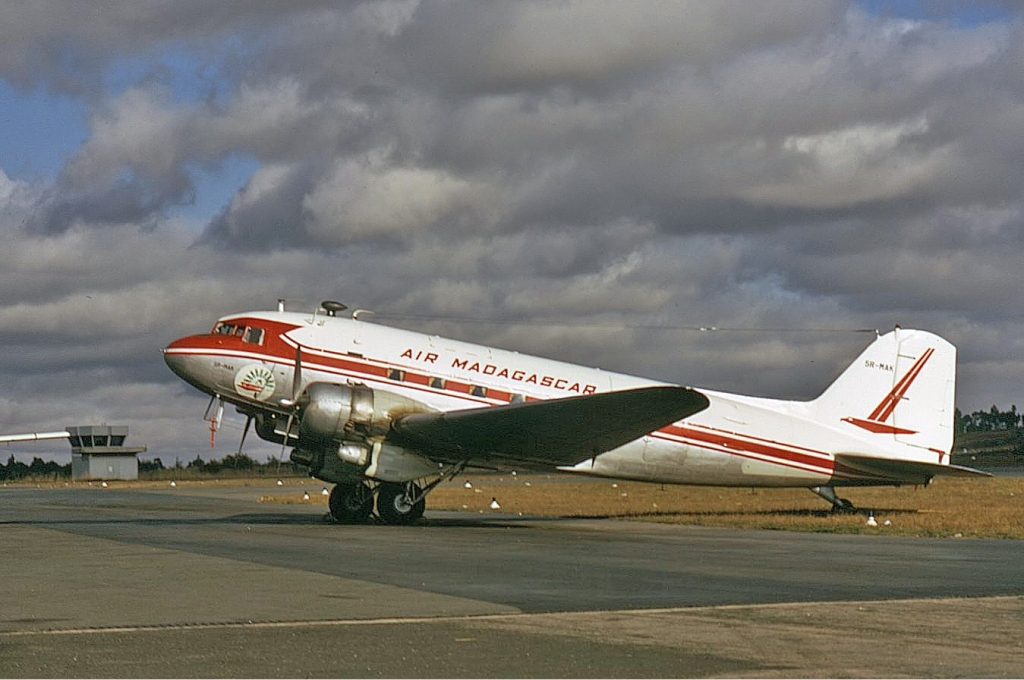
Douglas C-47 в 1972 году
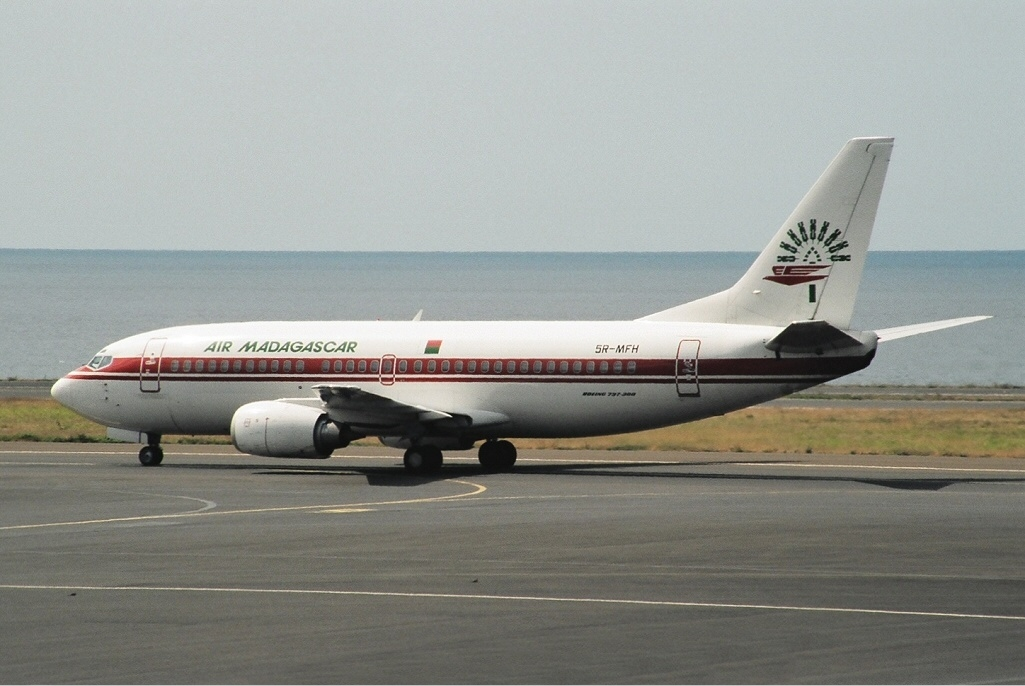
Boeing 737 в 1996 году
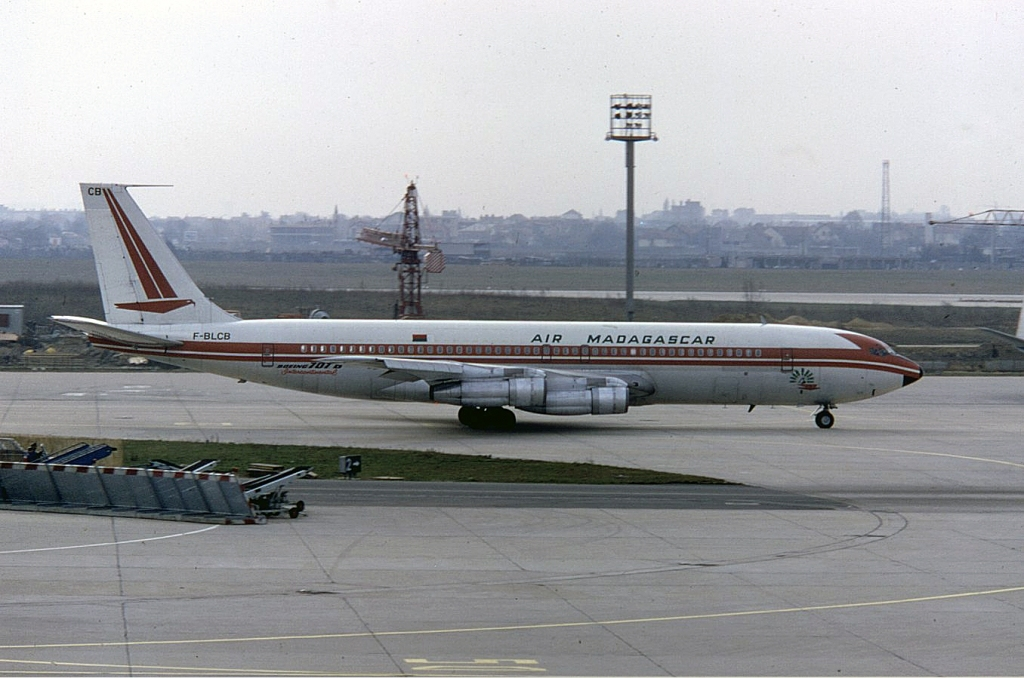
Boeing 707 в 1972 году

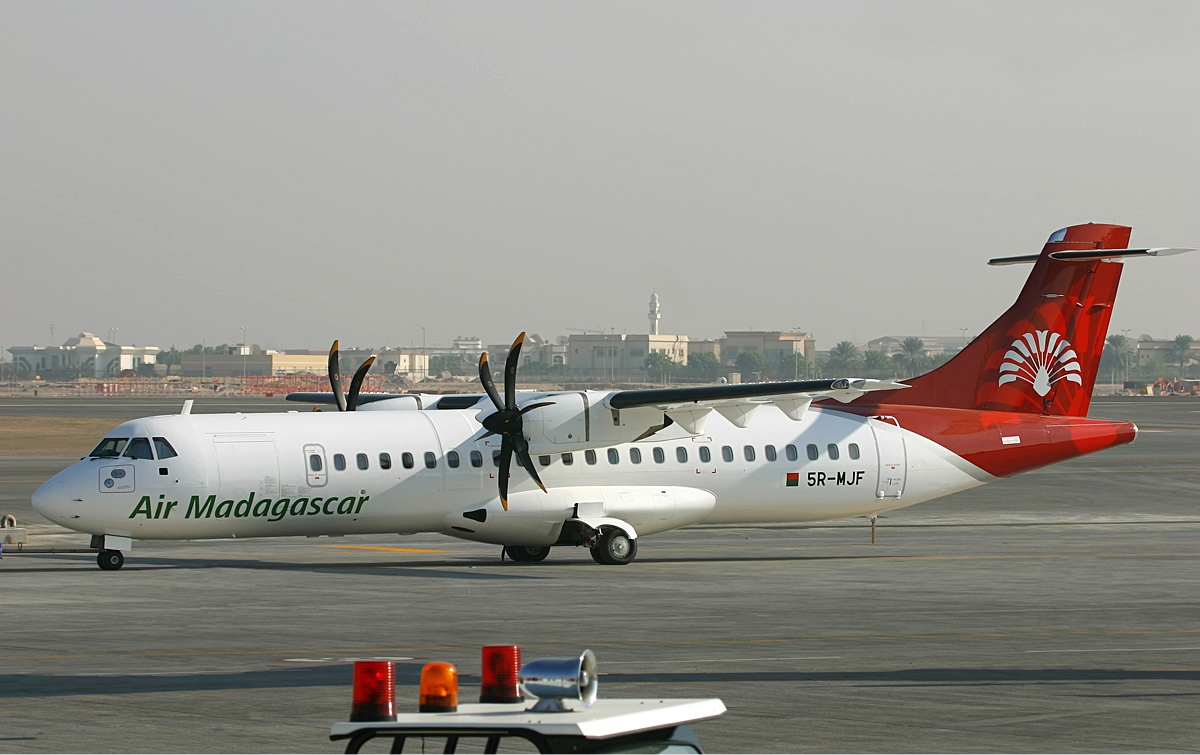
ATR-72 в 2005 году
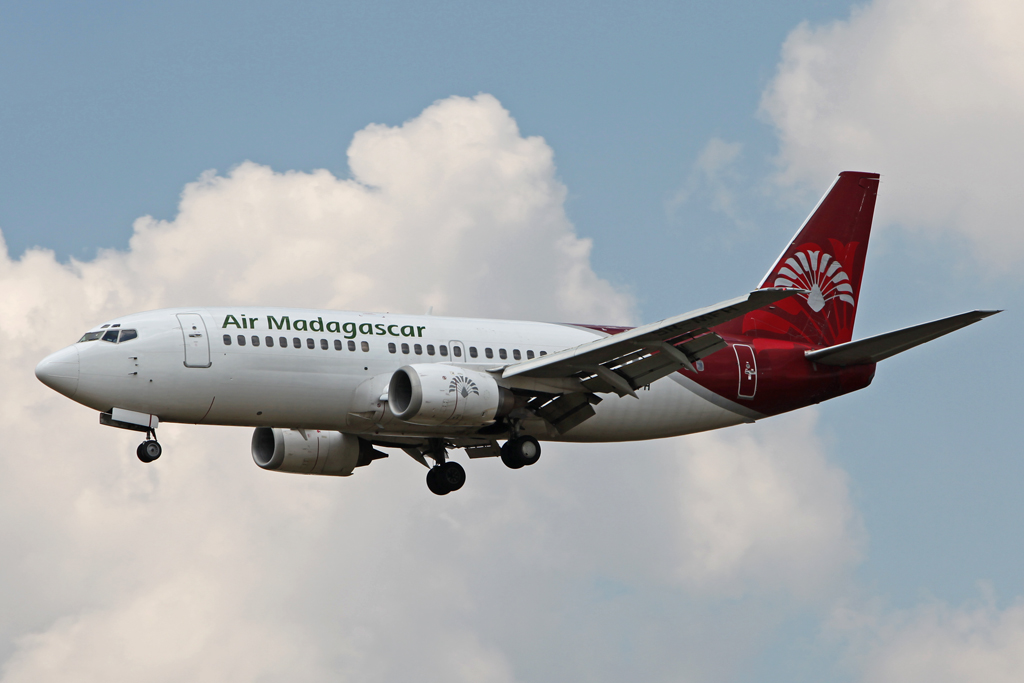
Boeing 737 в 2009 году
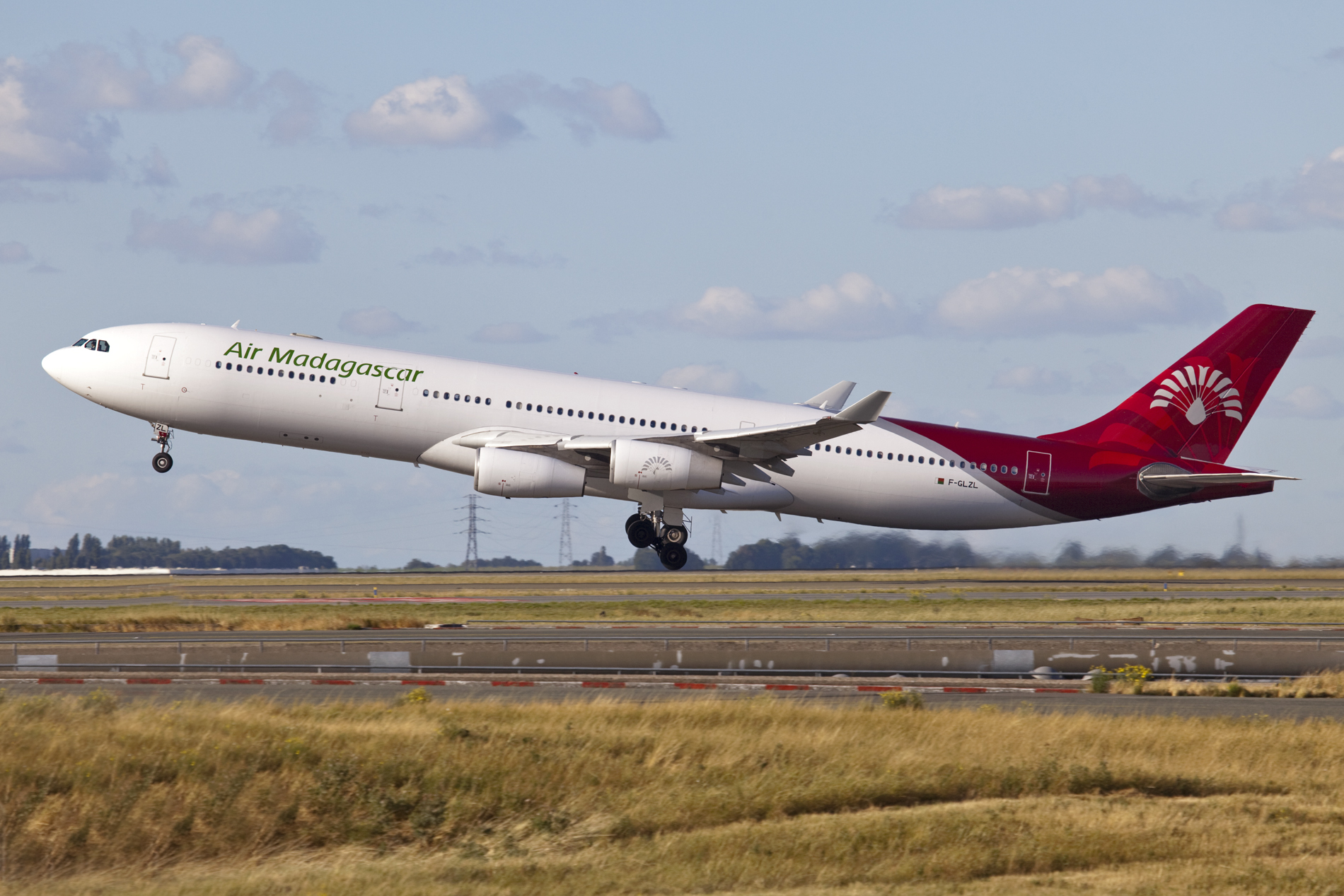
Airbus A340 в 2012 году